# Екельфалушши, Лайош
Лайош Екельфалушши (венг. Lajos Jekelfalussy; 1 октября 1848, Сачуров, Королевство Венгрия (ныне Словакия) — 22 июля 1911, Будапешт, Австро-Венгрия) — венгерский военный и государственный деятель, генерал-лейтенант, министр венгерской народной обороны (министерство гонведов, 1906—1910).

## Биография
Внук императорского и королевского камергера, мецената, который поддержал создание военной академией «Людовика» пожертвовав 20 000 форинтов, а также венгерских Национального музея и Национального театра по 10 000 форинтов на каждый.
В 1876—1878 годах учился в военной школе. В 1879—1880 годах работал преподавателем в академии «Людовика». Затем был переведен в Министерство обороны Венгрии.
В 1890 году стал полковником, в 1892 году назначен командиром 12-го пехотного полка в Сату-Маре. Награждён Орденом Железной Короны.
В 1894 году назначен командиром 80-й пехотной бригады в Дебрецене. В 1896 году стал генерал-майором, через три года — командующий армейским округом Секешфехервара. 1
В 1901 году император Франц Иосиф награждил его Австрийским орденом Леопольда, в 1905 году был произведен в генерал-лейтенанты.
В 1906 году был избран в Палату представителей Национального собрания Венгрии в качестве делегата от Национальной конституционной партии.
С 14 апреля 1906 года по 16 января 1910 года был министром венгерской народной обороны (министерство гонведов).
Похоронен на кладбище Керепеши.